# Stazzona

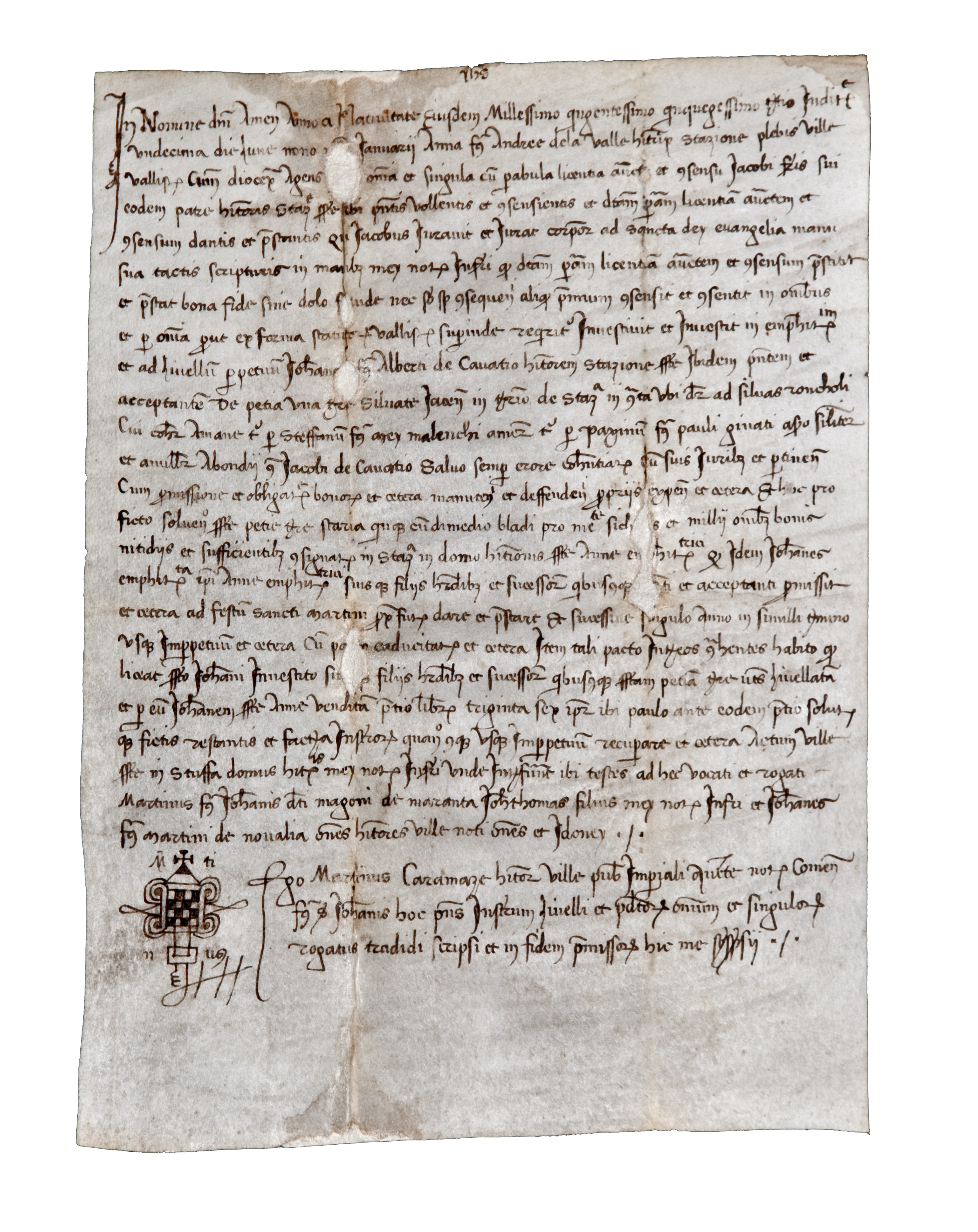
Pergament von 1553, Archivio Pietro Pensa in Esino Lario

Stazzona ist eine Gemeinde mit 600 Einwohnern (Stand 31. Dezember 2023) in der italienischen Provinz Como in der Region Lombardei.

## Geographie
Stazzona liegt an der Strada provinciale 5 zwischen Germasino und Dongo. Die umfasst die Fraktionen: Cassia, Castanedo, Loro, Luvrì, Morbio, Roccolo, Selva, Vanzonico und Villa.
Die Nachbargemeinden sind Dongo und Gravedona ed Uniti.

## Geschichte
Die Entdeckung einer wahrscheinlich römischen Speerspitze in der Nähe des San-Jorio-Pass im Jahr 1915 beweist, dass das Gebiet, in dem sich Stazzona heute befindet, seit der Antike von Menschen begangen wurde.
Die ältesten Zeugnisse über die Existenz von Stazzona stammen aus dem 13. Jahrhundert. In den Anhängen zu den Statuten von Como aus dem Jahr 1335 wird unter den Gemeinden, die zur Pfarrei Dongo gehörten, die comune loci conscilii de Stazona genannt, deren Schicksal Stazzona auch während der Zeit des Herzogtum Mailands folgte.
Jahrhundert ist der Ort als Commune Stazonae montis dongi lacus et episcopatus Comi (1536), Commune Stationae montis super dongum (1549) oder Communitas Stazonae Trium plebium superiorum Larij Lacus (1597) bezeugt.
Im Laufe der Jahrhunderte und besonders im achtzehnten Jahrhundert gab es in Stazzona ein interessantes Phänomen der Auswanderung, vor allem in Richtung Bologna und Palermo.

## Bevölkerung
| Bevölkerungsentwicklung | Bevölkerungsentwicklung | Bevölkerungsentwicklung | Bevölkerungsentwicklung | Bevölkerungsentwicklung | Bevölkerungsentwicklung | Bevölkerungsentwicklung | Bevölkerungsentwicklung | Bevölkerungsentwicklung | Bevölkerungsentwicklung | Bevölkerungsentwicklung | Bevölkerungsentwicklung | Bevölkerungsentwicklung | Bevölkerungsentwicklung | Bevölkerungsentwicklung | Bevölkerungsentwicklung | Bevölkerungsentwicklung |
| ----------------------- | ----------------------- | ----------------------- | ----------------------- | ----------------------- | ----------------------- | ----------------------- | ----------------------- | ----------------------- | ----------------------- | ----------------------- | ----------------------- | ----------------------- | ----------------------- | ----------------------- | ----------------------- | ----------------------- |
| Jahr                    | 1861                    | 1871                    | 1881                    | 1901                    | 1911                    | 1921                    | 1931                    | 1936                    | 1951                    | 1961                    | 1971                    | 1981                    | 1991                    | 2001                    | 2011                    | 2020                    |
| Einwohner               | 809                     | 760                     | 732                     | 570                     | 581                     | 453                     | 528                     | 559                     | 649                     | 655                     | 654                     | 633                     | 657                     | 675                     | 634                     | 611                     |

## Sehenswürdigkeiten
- Pfarrkirche San Giuliano martire (16. Jahrhundert)[2]
- Orgel der Pfarrkirche San Giuliano[3]
- Kirche San Gottardo (16. Jahrhundert)[4]

### Veranstaltungen
- Sagra dei crotti.
- 25. März festa della B.V.Annunciata.